# Chivasso
Chivasso là một đô thị ở tỉnh Torino trong vùng Piedmont, có vị trí cách khoảng 20 km về phía đông bắc của Torino, nước Ý. Tại thời điểm ngày 31 tháng 12 năm 2004, đô thị này có dân số 23.675 người và diện tích là 51.3 km².
Đô thị Chivasso có các frazioni (các đơn vị trực thuộc, chủ yếu là các làng) Montegiove, Betlemme, Torassi, Castelrosso, Pogliani, Borghetto, Mosche, Mandria, Boschetto, và Pratoregio.
Chivasso giáp các đô thị: Mazzè, Caluso, San Benigno Canavese, Montanaro, Rondissone, Verolengo, Volpiano, Brandizzo, San Sebastiano da Po, Castagneto Po, San Raffaele Cimena.